# Makhzen (Algérie)
Pour les articles homonymes, voir Makhzen.

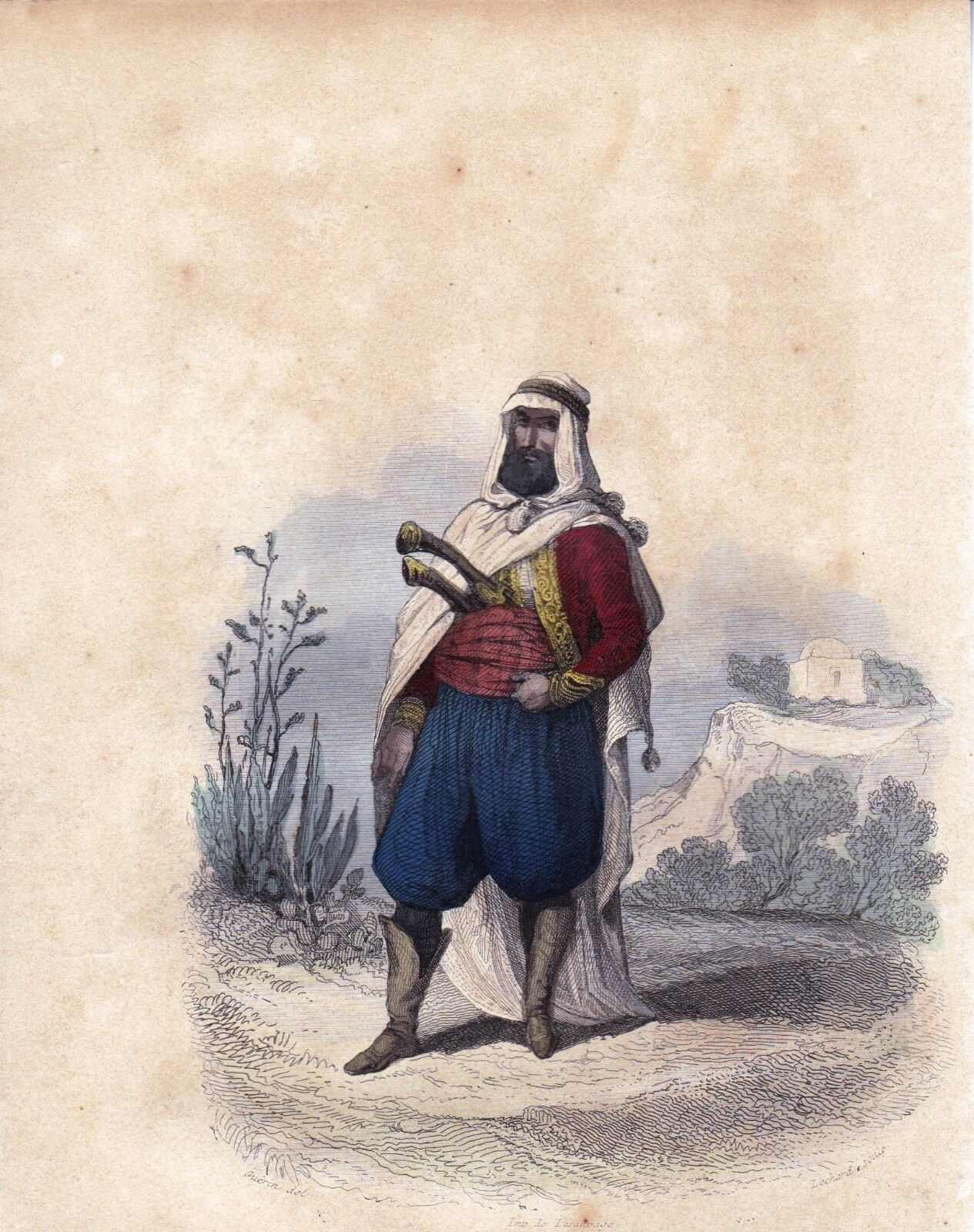
Gravure en couleur du XIXe siècle représentant un chef kabyle.

Le makhzen, en arabe : مخزن, renvoie en Algérie à une doctrine de pouvoir et à la désignation un mode d'administration étatique en vigueur notamment durant la période de la Régence d'Alger. Il correspond à une forme de gestion du lien entre tribu et État central  au Maghreb préfiguré dans sa partie centrale depuis l'époque fatimide et se développant particulièrement sous les Zianides.

## Un système ancien de rapport entre État et tribu
L'origine du « système makhzen » réside dans l’affaiblissement des États Hafsides, Mérinides et Zianides vers la fin du Moyen Âge lié à la pression espagnole en Andalousie et sur le littoral du Maghreb, à l'avancée ottomane et aux luttes internes. Ces dynasties font appel aux tribus bédouines hilaliennes pour conserver un minimum de pouvoir et leur déléguer le contrôle d'une partie de leur territoire. C'est le système de l'iqta : les tribus prélèvent l’impôt, qu'ils reversent en partie à leur souverain à qui ils doivent également un service militaire. Ce système, développé à l'époque de ces trois dynasties, existant déjà sous les Fatimides, est particulièrement employé par la dynastie des Zianides.

## La régence d'Alger et l'épisode colonial
Sur le plan étymologie le mot makhzen signifie « magasin » ou « fisc », et finit par désigner par extension tout l'appareil étatique de la régence d'Alger. À l’origine, il s'applique plus précisément aux grands coffres où étaient déposés les produits des impôts, avant de s'étendre à tout ce que le pouvoir central pouvait acquérir sur ses fonds propres (palais, armée…) ; puis aux tribus, qui à partir d'un territoire concédé, devaient rendre un service au pouvoir en place. 
À cette époque il se traduit, sur le plan social par la division de la société en tribus dont certaines sont dites makhzen. Ces tribus sont privilégiées : elles fournissent des troupes à la Régence, sont chargées du maintien de l'ordre et de la collecte des impôts. Le concept de « tribu makhzen » s'oppose à celui de « tribu raya », imposables et assujetties. Plus tard, l'émir Abd el Kader supprime la distinction entre tribus makhzen et raya afin d'unifier son domaine. En ce qui concerne le nom du gouvernement en Algérie, le mot turc (beylik) s'est substitué au mot arabe ancien (makhzen). Celui-ci désignait uniquement les cavaliers du beylick.
Dans l'Algérie coloniale, dès le XIXe siècle, le makhzen constitue un mode de domination politique attrayant pour les Français qui dans la continuité de la Régence vont même un temps reconstituer son ancien makhzen[réf. nécessaire]. Ce « makhzen colonial » permet aux bureaux arabes de poser les bases d'une hiérarchie de commandement, d'avoir des relais dans l'ensemble du territoire. Outre les dignitaires recrutés parmi les tribus (aghas, khalifas, caïds...), il permet de former un corps de fonctionnaires indigènes composé de groupes subalternes. Ainsi, les khodja sont chargés des correspondances en arabe, les chaouchs s'occupent de police et du renseignement, les khiela et spahis qui constituent une cavalerie soldée et les askars et les goums forment une réserve de troupe mobilisable sur demande du pouvoir central, comme du temps de la régence d'Alger. Le terme makhzen donne le mot mokhazni désignant un corps de supplétif des troupes coloniales.

## Le makhzen et la politique contemporaine
Dans l’administration de l'Algérie indépendante, comme dans d'autres États arabes, une culture bureaucratique a tendance à se substituer à une culture patrimoniale. Le monopole de l'appareil administratif par une élite politisée concurrence le modèle traditionnel du makhzen. L’État arabe contemporain se trouve ainsi entre deux archétypes, celui de l’État makhzen dont les conditions n'existent plus et celui de l’État administratif dont les conditions ne sont pas encore tout à fait mises en place.
Le rapport des tribus aux pouvoirs politiques successifs permettent de comprendre et d'évaluer le rôle de la structure tribale dans le cadre des États maghrébins contemporains.